# Таштак (Кара-Сууский район)
Таштак (кирг. Таштак) — село в Кара-Сууском районе Ошской области Кыргызстана. Входит в состав Шаркского айылного аймака.

## География
Село расположено в северо-западной части области, у северо-восточной окраины города Ош, на расстоянии приблизительно 16 километров (по прямой) к юго-юго-западу от города Кара-Суу, административного центра района.

## Население
Согласно оценочным данным Национального статистического комитета Кыргызской Республики, численность населения села на начало 2023 года составляла 12 200 человек.
| год     | 2009   | 2014   | 2015   | 2020   | 2021   | 2023   |
| ------- | ------ | ------ | ------ | ------ | ------ | ------ |
| человек | 13 560 | 10 624 | 10 975 | 11 729 | 11 869 | 12 200 |